# Frank Oliver Glöckner
Frank Oliver Glöckner (* 19. Januar 1969) ist ein deutscher Bioinformatiker.

## Leben
Nach dem Diplom 1995 in Mikrobiologie an der TU München und der Promotion 1998 in mikrobieller Ökologie an der TU München war er von 2010 bis 2019 Professor für Bioinformatik an der Jacobs University. Seit 2019 ist er Professor für das Fachgebiet „Erdsystem Datenwissenschaften“ im Fachbereich Geowissenschaften der Universität Bremen. Seine Berufung erfolgte gemeinsam mit dem Alfred-Wegener-Institut Helmholtz-Zentrum für Polar- und Meeresforschung.
Seine Forschungsschwerpunkte sind Forschungsdatenmanagement; FAIR-Daten, Standardisierung; globale Muster von Biodiversität und Funktion; anthropogener Einfluss in Küstenregionen; Bioinformatik, Omics, Amplicons; Datenintegration, Data Mining, Statistik; Phylogenie, Taxonomie und Entwicklung der Infrastruktur.

## Schriften (Auswahl)
- G. Mayer, C. Quast, J. Felden, M. Lange, M. Prinz, A. Pühler, C. Lawerenz, U. Scholz, F. O. Glöckner, W. Müller, K. Marcus, M. Eisenacher: A generally applicable lightweight method for calculating a value structure for tools and services in bioinformatics infrastructure projects. In: Brief. Bioinform. Band 20, Nr. 4, 2017, S. 1215–1221.  doi:10.1093/bib/bbx140
- F. O. Glöckner, P. Yilmaz, C. Quast, J. Gerken, A. Beccati, A. Ciuprina, G. Bruns, P. Yarza, J. Peplies, R. Westram u. a.: 25 years of serving the community with ribosomal RNA gene reference databases and tools. In: J. Biotechnol. Band 261, 2017, S. 169–176. doi:10.1016/j.jbiotec.2017.06.1198
- J. Schnetzer, A. Kopf, M. J. Bietz, P. L. Buttigieg, A. Fernandez-Guerra, A. P. Ristov, F. O. Glöckner, R. Kottmann: MyOSD 2014: Evaluating Oceanographic Measurements Contributed by Citizen Scientists in Support of Ocean Sampling Day. In: J. Microbiol. Biol. Educ. Band 17, 2016, S. 163–1. doi:10.1128/jmbe.v17i1.1001
- A. Kopf, M. Bicak, R. Kottmann, J. Schnetzer, I. Kostadinov, K. Lehmann, A. Fernandez-Guerra, C. Jeanthon, E. Rahav, M. Ullrich, F. O. Glöckner u. a.: The ocean sampling day consortium. In: GigaScience. Band 4, 2015, S. 27. doi:10.1186/s13742-015-0066-5
- Marnix H. Medema, Anja Greule, Andreas Bechthold: Minimum information about a biosynthetic gene cluster. In: Nature Chemical Biology. 2015. doi:10.1038/nchembio.1890
- C. Quast, E. Pruesse, P. Yilmaz, J. Gerken, T. Schweer, P. Yarza, J. Peplies, F. O. Glöckner: The SILVA ribosomal RNA gene database project: improved data processing and web-based tools. In: Nucleic Acid Res. Band 41, 2013, S. D590–D596. doi:10.1093/nar/gks1219
- P. Yilmaz u. a.: Minimum information about a marker gene sequence (MIMARKS) and minimum information about any (x) sequence (MIxS) specifications. In: Nat. Biotechnol. Band 29, 2011, S. 415–420. doi:10.1038/nbt.1823
- Phylogenie und In-situ-Identifizierung von Prokaryonten in limnischen und marinen Ökosystemen. Konstanz 1999, ISBN 3-89649-418-X.